# Vespa megei
Vespa megei är en getingart som beskrevs av Perkins 1910. Vespa megei ingår i släktet bålgetingar, och familjen getingar. Inga underarter finns listade i Catalogue of Life.